# 單一議題政治
單一議題政治是指將政治運動或政治支持完全集中在某個特定政策領域或核心理念上的動員形式。

## 概述
目標明確的單一議題政黨，在比例代表制的選舉制度下有較高的成功機會。除了政黨形式之外，也時常透過體制外的倡議團體、壓力團體或遊說團體來發揮影響力。
一般而言，成功取得執政權力的政黨，通常是結合了社會各階層、不同派系與多元利益的政治聯盟，必須處理經濟、國防、福利等全方位議題，才能贏得大眾的穩定支持。相較之下，關注單一議題的政治團體則顯得較為不切實際，他們的選舉成功率相對有限，也難以形成穩固且長久的政治聯盟。常見的做法是加入或與大黨合作，成為次團或議題小組，持續對議題的推動。
相對於議題導向的政團，亦存在僅關注單一議題的選民。他們僅因為政治人物在某一領域的主張符合其理想而投票，此時該人物其餘的政策立場便可能遭到忽略。
常見的單一問題包括墮胎、賦稅、動物權利、環保等，在美國則以槍枝持有自由為代表。步槍協會（NRA）就是針對槍枝議題最為強勢的遊說團體之一。

## 單一议题政黨

### 英國
- 英國脫歐黨（已於脫歐完成後改名為英國改革黨）

### 美國
- 房租過高黨
- 反共济会党

### 日本
- NHK黨

## 參见
- 大帳篷
- 身份認同政治